# Unidade de alocação

Figura 1 - Estruturas de disco:
(A) Trilha
(B) Setor geométrico
(C) Setor de trilha
(D) Unidade de alocação

Em certos tipos de sistemas de arquivos como o FAT do MS-DOS ou o NTFS do Windows NT, uma unidade de alocação (também chamada cluster, em inglês) é a unidade básica de alocação do espaço em disco para arquivos e diretórios. A fim de reduzir o overhead de gerenciar estruturas de dados em disco, o sistema de arquivos não aloca setores individuais, mas grupos contínuos de setores, denominadas unidades de alocação (ou clusters).
Num disco que use setores de 512 bytes, uma unidade de alocação de 512 bytes contém um setor, enquanto uma unidade de alocação de 4 KiB contém oito setores.
Uma unidade de alocação é a menor porção lógica de espaço em disco que pode ser alocada para armazenar um arquivo. Armazenar arquivos pequenos num sistema de arquivos com unidades de alocação grandes irá portanto desperdiçar espaço em disco; tal espaço desperdiçado é denominado "fragmentação interna", devido ao fato de termos um espaço que jamais será utilizado por outro arquivo distinto. Não devemos confundir isso com fragmentação externa, pois mesmo com este espaço desperdiçado, ainda temos blocos contínuos gravados em disco. Para tamanhos de unidades de alocação que são pequenos se comparados ao tamanho médio de arquivo, o espaço desperdiçado por arquivo será estatisticamente de cerca de metade do tamanho da unidade de alocação; para unidades de alocação maiores, o espaço desperdiçado irá se tornar maior. Todavia, a velocidade de leitura e escrita de um disco aumenta a medida que o tamanho da unidade de alocação aumenta. Tamanhos típicos de unidades de alocação vão de 1 setor (512 B) até 128 setores (64 KiB).
Um cluster não precisa estar fisicamente contíguo no disco. Ele pode abranger mais de uma faixa ou, se for usada a intercalação de setor, pode até ser descontíguo dentro de uma trilha. Isso não deve ser confundido com a fragmentação, pois os setores ainda são logicamente contíguos.
O termo cluster foi alterado para unidade de alocação no DOS 4.0. No entanto, o termo cluster ainda é amplamente utilizado.